# Wanda Sykes

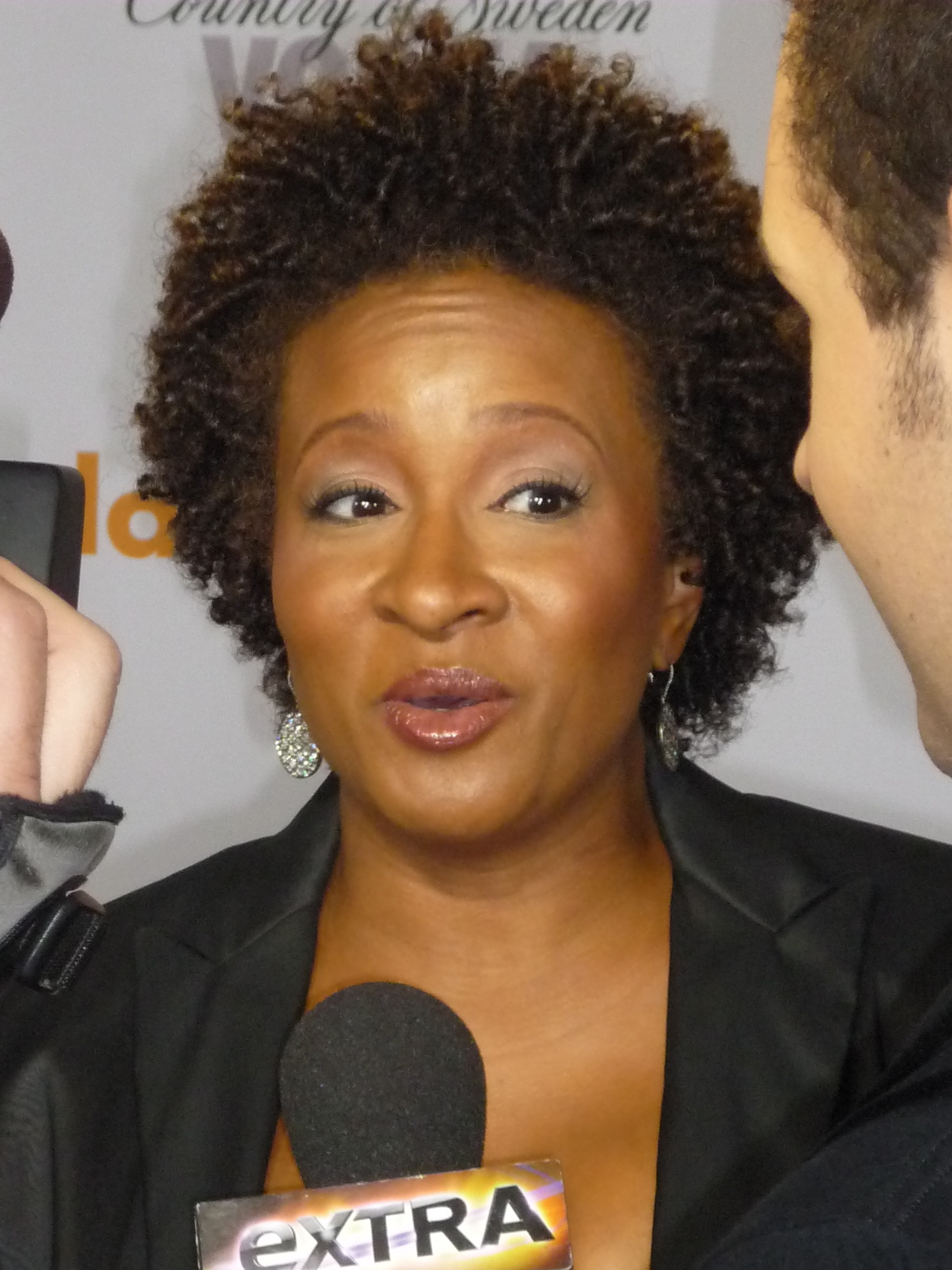
Wanda Sykes im Jahr 2010

Wanda Sykes (* 7. März 1964 in Portsmouth, Virginia) ist eine US-amerikanische Schauspielerin.

## Leben
Wanda Sykes wurde in Portsmouth, Virginia geboren. Ihre Familie zog nach Maryland, als sie in der dritten Klasse war. Ihre Mutter Marion Louise (geborene Peoples) arbeitete als Bankerin, und ihr Vater Harry Ellsworth Sykes war Oberst der US-Armee im Pentagon.
Die Familiengeschichte von Sykes wurde für eine Episode des PBS-Genealogie-Programms Finding Your Roots With Henry Louis Gates Jr. aus dem Jahr 2012 recherchiert. Ihre Abstammung wurde auf einen Gerichtsfall im Jahr 1683 zurückgeführt, an dem ihre neunte Urgroßmutter väterlicherseits, Elizabeth Banks, eine freie weiße Frau, beteiligt war, indem sie das gemischtrassiges Kind, Mary Banks, zur Welt brachte. Obwohl von einem Sklaven gezeugt, hatte Mary Banks den freien Status ihrer Mutter geerbt. Laut dem Historiker Ira Berlin, einem Spezialisten für die Geschichte der amerikanischen Sklaverei, ist die Familiengeschichte der Sykes „der einzige mir bekannte Fall, in dem es möglich ist, eine schwarze Familie zu finden, deren Stammbaum vom späten 17. Jahrhundert bis in die Gegenwart, in der Freiheit verwurzelt ist.“
Sykes besuchte die Arundel High School in Gambrills, Maryland und machte ihren Abschluss an der Hampton University, wo sie einen Bachelor of Science in Marketing erwarb und Mitglied von Alpha Kappa Alpha wurde. Nach dem College war ihr erster Job als Vertragsspezialistin bei der National Security Agency, wo sie fünf Jahre lang arbeitete.

## Karriere
Sie debütierte als Komikerin am Coors Light Super talent Showcase in Washington, D.C. Später trat sie in der Fernsehshow HBO Comedy Showcase des Senders Home Box Office auf.
In den Jahren 1997 bis 2000 spielte Sykes in der Fernsehshow The Chris Rock Show, in der Chris Rock in der Hauptrolle auftrat. Dafür gewann sie im Jahr 1999 den Emmy, für den sie außerdem in den Jahren 1998, 2000 und 2001 nominiert wurde. Im Jahr 2001 wurde sie mit dem American Comedy Award ausgezeichnet.
Sykes spielte im Jahr 2003 die Hauptrolle in der Fernsehserie Wanda at Large. Für diese Rolle wurde sie 2003 in zwei Kategorien für den Teen Choice Award nominiert. Im Jahr 2004 erhielt sie eine Nominierung für den Golden Satellite Award und den BET Comedy Award.
In der Komödie Das Schwiegermonster (2005) trat Sykes in einer größeren Rolle neben Jennifer Lopez und Jane Fonda auf, wofür sie 2005 den BET Comedy Award erhielt. In der Komödie Die Super-Ex (2006) ist sie an der Seite von Uma Thurman und Luke Wilson zu sehen.
Sykes war von 1991 bis 1998 mit dem Plattenproduzenten Dave Hall verheiratet, die Ehe wurde geschieden.
2017 wurde sie in die Academy of Motion Picture Arts and Sciences (AMPAS) aufgenommen, die jährlich die Oscars vergibt.
Auf einer Demonstration für die Anerkennung gleichgeschlechtlicher Partnerschaften in den Vereinigten Staaten am 15. November 2008 in Las Vegas gab sie bekannt, dass sie im Vormonat in Kalifornien ihre Lebenspartnerin geheiratet hat. Am 27. April 2009 brachte Sykes’ Frau Zwillinge zur Welt.

## Filmografie (Auswahl)

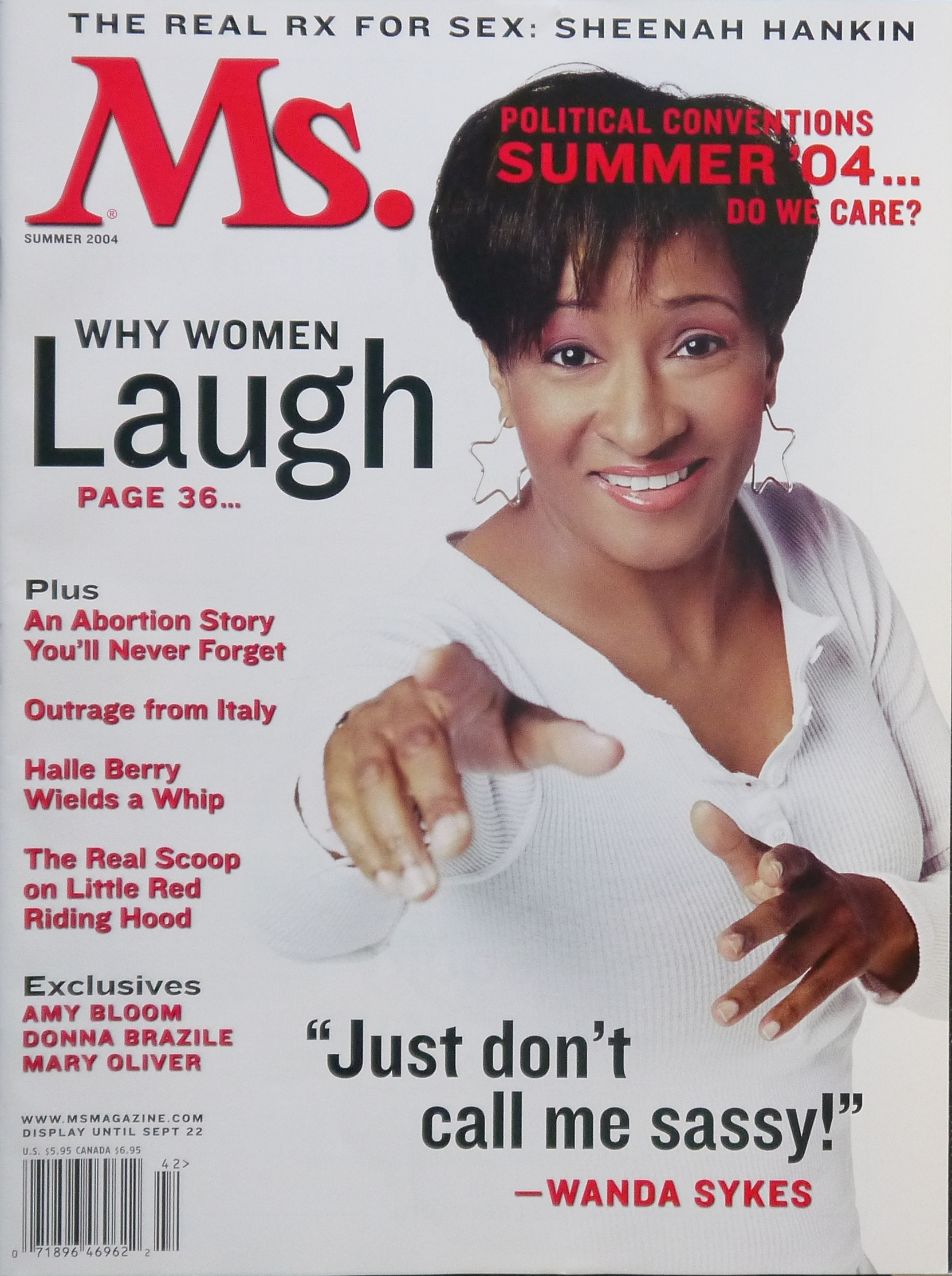
Wanda Sykes (2004)

### Filme
- 1998: Tomorrow Night

- 2000: Familie Klumps und der verrückte Professor (Nutty Professor II: The Klumps)
- 2001: Pootie Tang
- 2001: Einmal Himmel und zurück (Down to Earth)
- 2005: Das Schwiegermonster (Monster-in-Law)
- 2006: Clerks 2 (Clerks II)
- 2006: Die Super-Ex (My Super Ex-Girlfriend)
- 2007: Evan Allmächtig (Evan Almighty)
- 2007: Lizenz zum Heiraten (License to Wed)
- 2013: The Hot Flashes
- 2015: How to Vajaculate: If You Build It, She Will Come (Kurzfilm)
- 2016: Bad Moms
- 2016: Dream Team (Fernsehfilm)
- 2016: World’s End (Fernsehfilm)
- 2017: Mädelstrip (Snatched)
- 2017: Bad Moms 2 (A Bad Moms Christmas)
- 2018: Hurricane Bianca: From Russia with Hate
- 2019: The Wedding Year
- 2019: Jexi
- 2020: Friendsgiving
- 2021: Breaking News in Yuba County
- 2024: Rettet Bikini Bottom: Der Sandy Checks Film (Saving Bikini Bottom: The Sandy Cheeks Movie)

### Serien
- 1998: Die Chris-Rock-Show (The Chris Rock Show, Fernsehserie, Episode 3x02)
- 2001: Die Drew Carey Show (The Drew Carey Show, Fernsehserie, 3 Episoden)
- 2001–2011: Lass es, Larry! (Curb Your Enthusiasm, Fernsehserie, 9 Episoden)
- 2003: Wanda at Large (Fernsehserie, 10 Episoden)
- 2006: Will & Grace (Fernsehserie, Episode 8x18)
- 2006–2009: The New Adventures of Old Christine (Fernsehserie, 67 Episoden)
- 2009–2010: The Wanda Sykes Show
- 2011: Drop Dead Diva (Fernsehserie, Episode 3x05)
- 2013: Real Husbands of Hollywood (Fernsehserie, 2 Episoden)
- 2013–2014: Alpha House (Fernsehserie, 14 Episoden)
- 2015–2020: Black-ish (Fernsehserie, 16 Episoden)
- 2016: Born Again Virgin (Fernsehserie, Episode 2x08)
- 2016: House of Lies (Fernsehserie, 3 Episoden)
- 2017: Broad City (Fernsehserie, 3 Episoden)
- 2019: The Marvelous Mrs. Maisel (Fernsehserie, Episode 3x08)
- 2019–2023: The Other Two (Fernsehserie, 19 Folgen)
- 2020: Mapleworth Murders (Fernsehserie, Episode 1x08)
- 2021: The Good Fight (Fernsehserie, 3 Episoden)
- 2021–2024: The Upshaws (Fernsehserie, 38 Episoden)
- 2022: A Black Lady Sketch Show (Fernsehserie, Episode 3x01)
- 2022: Chivalry (Fernsehserie, 6 Episoden)
- 2023: Die verrückte Geschichte der Welt, Teil II (History of the World: Part II, Miniserie)
- 2024: Good Times (Fernsehserie, Episode 1x02)

## Synchronrollen

### Filme
- 2006: Ab durch die Hecke (Over the Hedge) als Stella
- 2006: Der tierisch verrückte Bauernhof (Barnyard) als Bessy, die Kuh
- 2011: Rio als Chloe, die Gans
- 2012: Ice Age 4 – Voll verschoben (Ice Age – Continental Drift) als Granny
- 2016: Kötü Kedi Şerafettin – Bad Cat als Hasene
- 2016: Ice Age 5 – Kollision voraus! (Ice Age: Collision Course) als Granny
- 2019: UglyDolls als Wage

### Serien
- 1999: Dr. Katz, Professional Therapist (Fernsehserie, 2 Episoden) als Wanda Sykes-Hall
- 2002–2021: Crank Yankers (Fernsehserie, 7 Episoden) als Gladys Murphy und Wanda
- 2004–2005: Da Boom Crew (Fernsehserie, 13 Episoden) als Special Guest Voice
- 2007–2010: Barnyard – Der tierisch verrückte Bauernhof (Back at the Barnyard, Fernsehserie, 39 Episoden) als Bessy, die Kuh
- 2012: Bubble Guppies (Fernsehserie, Episoden 2x04) als Die Hexe
- 2012: Futurama (Fernsehserie, Episoden 9x01) als Bev
- 2013: Die Simpsons (The Simpsons, Fernsehserie, Episoden 24x17) als Schultherapeutin
- 2015: Penn Zero – Teilzeitheld (Penn Zero: Part-Time Hero, Fernsehserie, 2 Episoden) als General Shirley B. Awesome
- 2016: Bob’s Burgers (Fernsehserie, Episode 6x09) als Sofa Queen
- 2016: Animals. (Fernsehserie, Episode 1x07) als Chance
- 2017/2020: Doc McStuffins, Spielzeugärztin (Doc McStuffins, Fernsehserie, 2 Episoden) als Thea
- 2017–2021: Vampirina (Fernsehserie, 72 Episoden) als Gregoria
- 2018: BoJack Horseman (Fernsehserie, Episode 5x07) als Mary-Beth
- 2019: Scooby Doo und wer bist Du? (Scooby-Doo and Guess Who?, Fernsehserie, Episode 1x03) als Wanda Sykes
- 2019: Summer Camp Island (Fernsehserie, Episode 1x37) als Ethel
- 2019: Big Mouth (Fernsehserie, Episode 3x07) als Geist von Harriet Tubman
- 2019: The Bravest Knight (Fernsehserie, 2 Episoden)
- 2019–2020: Harley Quinn (Fernsehserie, 3 Episoden) als Queen of Fables
- 2019–2020: The Bug Diaries (Fernsehserie, 5 Episoden) als Mama Wurm
- 2020–2022: Tig N’ Seek (Fernsehserie, 47 Episoden) als Nuritza und Azniv
- 2021: Q-Force (Fernsehserie, 10 Episoden) als Deb
- 2021: Pandemica (Miniserie, 7 Episoden) als unbekannt
- 2022: Alabama Jackson (Fernsehserie, 7 Episoden) als Harriet Tubman
- 2023–2024: Star Wars: The Bad Batch (Fernsehserie, 7 Episoden) als Phee Genoa
- 2023–2024: Velma (Fernsehserie, 16 Episoden) als Linda und Krista